# Vườn quốc gia Boma
Vườn quốc gia Boma là một vườn quốc gia ở Nam Sudan gần biên giới với Ethiopia. Vườn quốc gia này được thiết lập năm 1986. Diện tích vườn quốc gia là 22.800 km².
Vườn quốc gia này là nơi trú ẩn quan trọng của các loài Kobus kob leucotis), tiang (Damaliscus korrigum korrigum) và Mongalla Gazelle (Eudorcas albonotata). Các loài lớn khác có trâu châu Phi, voi châu Phi, báo, giraffe, plains zebra, oryx, hartebeest và cheetah. Vườn quốc gia Fambela lân cận ở Ethiopia bảo vệ các loài tương tự.